# Arco olimpico di Torino

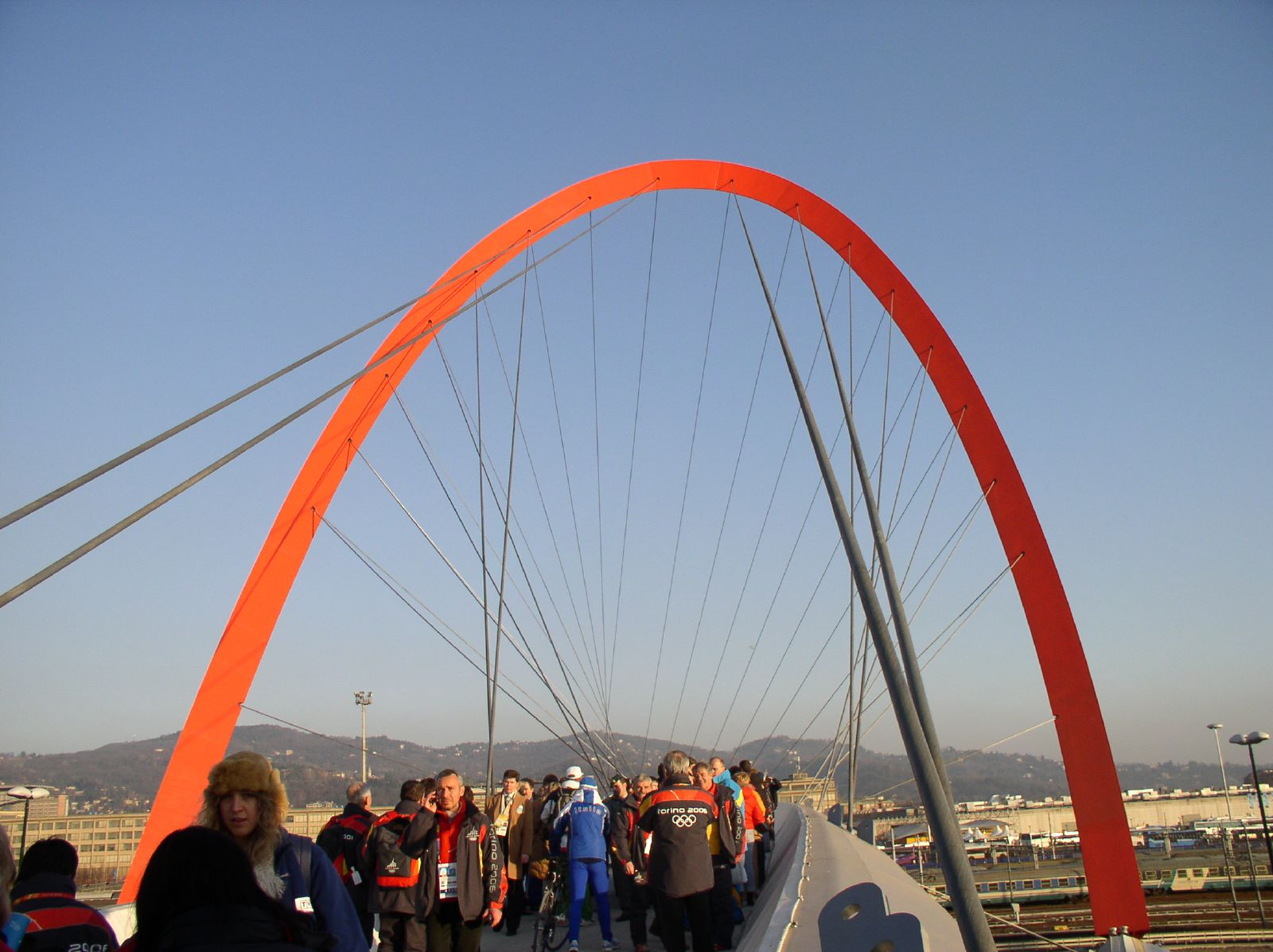
L'arco olimpico di Torino

L'arco olimpico di Torino è uno dei simboli architettonici urbani rimasti in memoria dei XX Giochi olimpici invernali che si svolsero nel 2006 a Torino.
Si tratta di un grande arco in metallo, di colore rosso e dalla forma parabolica, alto 69 metri e lungo 55. È situato a Torino sud (Circoscrizione 8), nel sotto-quartiere di Borgo Filadelfia (quartiere Lingotto), ed è attraversato dalla Passerella Olimpica, un ponte pedonale lungo 400 metri che unisce l'ex Villaggio Olimpico di Torino di via Giordano Bruno al complesso del Lingotto nel quartiere di Nizza Millefonti.

## Caratteristiche
L'arco olimpico, tutt'oggi esistente, ha anche una funzione pratica, in quanto unisce due parti di Torino sud, divise dalla linea ferroviaria del Lingotto e precedentemente unite soltanto dai cavalcavia di via Passo Buole e dal sottopasso stradale di corso Giambone. La sua funzione simbolica invece, fu quella di struttura innovativa, rappresentante il rinnovamento urbanistico del 2006 avvenuto in occasione dei giochi olimpici. Visibile da lontano, è una delle strutture più alte della città. Il suo colore rosso lo distingue dal resto dell'impianto urbano, pur rimanendo nel tema dell'adiacente ex villaggio olimpico delle vie Giordano Bruno e Zino Zini, costruito nel 2006 da prefabbricati di acceso colore sul terreno dell'ex deposito dei Mercati Ortofrutticoli all'Ingrosso (MOI), i vecchi mercati generali di Torino dal 1925 al 1976.
Durante i Giochi Olimpici del 2006, la passerella permise agli atleti di scavalcare la ferrovia Torino sud, spostandosi dagli alloggi agli impianti di gara della parte est. Il collegamento pedonale rimane ancor oggi come utile collegamento pedonale tra piazza Galimberti e il centro polifunzionale del Lingotto, dal quale a sua volta si accede alla linea metropolitana di via Nizza, nel quartiere Nizza Millefonti.
L'arco rosso invece, è alto 69 metri e lungo 55, pesa 460 tonnellate ed è sorretto da 32 fasci di cavi (chiamati tecnicamente stralli) con una lunghezza massima di 113 metri. Il principio strutturale è lo stesso della ruota di bicicletta, dove l'arco corrisponde al cerchione, gli stralli ai raggi, e l'impalcato del ponte al pignone. L'arco ha sezione triangolare, è inclinato per favorire la geometria degli stralli, ed è asimmetrico a causa dell'andamento incurvato della passerella. Le fondazioni sono profonde 20 metri ed hanno un peso di 162 tonnellate.
La passerella pedonale è lunga 368 metri, ha un'altezza massima di 11,8 metri, comprende una campata unica di 156 metri senza appoggi, sostenuta da cavi, e altre due campate lunghe complessivamente 212 metri, con appoggi.

## Storia

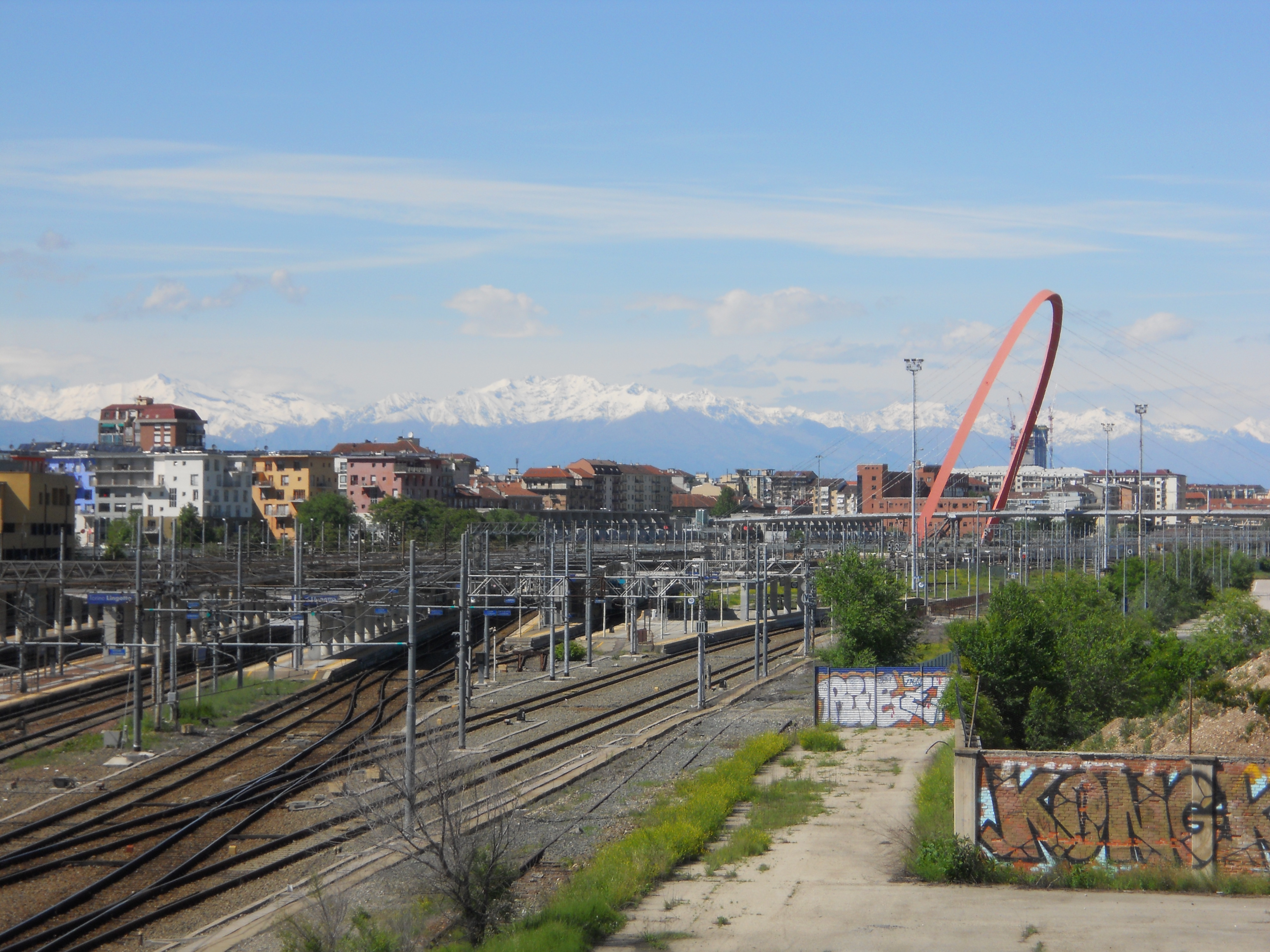
L'arco olimpico (sullo sfondo) visto dalla stazione di Torino Lingotto

Nell'ambito dei lavori per le Olimpiadi venne lanciato, inizialmente, un bando di concorso per la sola passerella, con la richiesta di una assoluta innovazione tecnica. Il progetto finale è frutto della collaborazione tra lo studio italiano Camerana&Partners per le fasi preliminare e definitiva, nonché coordinatore lungo tutto il processo, e l'architetto inglese Hugh Dutton, il quale ne ha sviluppato la progettazione tecnica ed esecutiva, preceduta da prove aerodinamiche in galleria del vento, e diretto l'intero lavoro.
La costruzione avvenne in varie fasi: le piastre di acciaio furono dapprima inviate in Bulgaria e saldate in conci intermedi; questi furono rispediti a Savona via nave, e infine uniti insieme a terra direttamente in sito a Torino. La costruzione del ponte fu invece affidata alle ditte ATI Sermeca (mandataria) e Falcone (mandante).
L'arco fu poi innalzato totalmente il giorno 25 settembre 2005: l'operazione richiese l'interruzione del traffico ferroviario per quasi tutta la giornata, più l'uso di due gru speciali.
L'apertura al pubblico della passerella avvenne il 30 ottobre 2006. Il ponte pedonale è aperto tutti i giorni della settimana per quindici ore, dalle 6:00 del mattino alle 24:00. Il 4 novembre 2006 la passerella fu invasa pacificamente dai ciclisti di Massa Critica di Torino, con l'obiettivo di evidenziare i grossi problemi di accesso e transito sulla passerella per le biciclette.
L'area ristrutturata di quello che fu l'ex deposito dei vecchi mercati ortofrutticoli M.O.I. (Mercati Ortofrutticoli all'Ingrosso), ai piedi della passerella, non è stata più utilizzata, se non saltuariamente, ed è in attesa di una riconversione funzionale.